# Open Diputación 2002
L'Open Diputación 2002 è stato un torneo di tennis facente parte della categoria ATP Challenger Series nell'ambito dell'ATP Challenger Series 2002. Il torneo si è giocato a Cordova in Spagna dal 5 al 10 agosto 2002 su campi in cemento.

## Vincitori

### Singolare
Jean-François Bachelot ha battuto in finale  Cristiano Caratti con il punteggio di 7–5, 3–6, 6–4

### Doppio
Ota Fukárek /  Paul Rosner hanno battuto in finale  Emilio Benfele Álvarez /  Dušan Vemić con il punteggio di 7–6(7), 6–4